# メロフロート
メロフロート（MELOFLOAT）は、2012年11月29日結成の日本の男性音楽グループ（J-POP）。通称はメロフロ。所属レコード会社はソニー・ミュージックアソシエイテッドレコーズ。

## 概要
1DJ2ボーカル、同級生3人で結成されたユニットである。当初2011年にYu-kiとKENTの2人で結成され、そこに当時別のユニットで活動していたKAZUMAをDJとして迎え入れ現在の形となった。なお、結成日はKAZUMAが加入し、3人の体制になった日とされている。
現在はKENTが脱退し、2人で活動を行なっている
グループ名の由来はYu-kiとKENTがお互いに単語をひとつずつ提案し、melody（メロディ） + float（浮かぶ）で作られた造語である。メロフロートの音楽が日常の中で頭に浮かぶようにとの想いを込めつけられた。
音楽の他、3人の共通点でもある野球にちなみ目標としているのは東京ドームと高校球児の聖地、甲子園でのワンマンライブである。
メジャーデビュー時のキャッチコピーは「西の大型ルーキー、メジャーへFA宣言!夢は東京ドームと甲子園!!」、また「路上ライブの活動にこだわり、これまでメディア露出一切なくして中高生のハートをジャストミート!そのキャッチーな楽曲、親しみ易いキャラクター、不器用だけど熱いパフォーマンスに関西弁の達者なMC。これら全ての要素を兼ね備えた未来のホームラン王!」と紹介された。
インディーズでシングル4枚、ミニアルバム2枚をリリース。インディーズ時代のCDジャケットは全てイラストが使われていたが、2015年7月1日に発売したメジャーデビューシングル「夢のカケラ」で初めて本人達の写真が起用された。完全燃焼、全力疾走なるテーマを元に作られた夢のカケラのMVではその名の通りオープニングからメンバー達が猛ダッシュで街中を駆け抜けている。
モットーは「MELOFLOAT walks MELOFROAD with MELOFLOTER（メロフロートはメロフローターと共にメロフロードを歩む）」メロフローターとは、メロフロートのファンの呼称である。

## メンバー
- Yu-Ki（MC・ボーカル担当、兵庫県西宮市出身、1993年2月26日 - 、B型、メロフロートの主な楽曲で作詞を担当）
  - 歌手になりたいと思ったきっかけは歌が好きで勉強するのが嫌いだったため。また、富や名声が欲しかったとも明かしている。他の同級生が大学を出て社会人になる22歳までは自分の好きにさせて欲しいと両親に頼み、それまでに結果を出せなければ音楽を辞めて働く決意だったと話している[2]。
  - 眠っている時以外は常に喋っているとメンバーに言われるほど喋ることが好きで、声変わりをする時期に無理なお喋りで声帯を使いすぎたため人とは異なった発声の仕方で声を出しているとの診断を受けたことがある。歌う以外にも喋りすぎで喉を酷使し、医師から注意を受ける程である[3]。
- DJ KAZUMA（京都府出身、1993年1月18日 - 、AB型、DJ・ラップ部分の作詞を担当）
  - 沢村栄治や大隣憲司(福岡ソフトバンクホークス)の出身校でもある京都学園高校（旧:京都商業）で3年間球児として甲子園を目指していた。
  - 中学時代の野球チーム(京都東山ボーイズ)の後輩には、上茶谷大河(横浜DeNAベイスターズ)や細川凌平(日本ハムファイターズ)がいる。
  - 男4人兄弟の末っ子である。忙しい両親に代わり兄が育ててくれたようなものと話し、尊敬する人物に兄と挙げるほど歳の離れた兄達を慕っている。
  - メロフロート以外にも、同事務所所属アーティストのバックDJを務めることもある。DJの他ダンスやラップでもコラボレーションし、ライブで度々披露している。
  - DJKAZUMAは2021年10月27日でメロフロート及びDEBUTPROJECTからの卒業を発表し、LASTLIVETOURFINALはZeppNambaで元メンバーKENTを含めた3人で行い、チケットは完売で卒業をした。
  - 現在は独立し、「ただのささき」という名前でソロで活動している。
  - 実家で猫を飼っているが、本人は猫アレルギーである。

## 元メンバー
- KENT（リーダー・ボーカル担当、京都府出身、1993年1月16日 - 、B型）
  - 幼稚園へ送り迎えの車の中で流れていたDREAMS COME TRUEやL'Arc〜en〜Cielを聴いて、この頃から音楽へ興味を持ち始める。
  - 歌を始めるきっかけ、一度諦めた際も再び挑戦し夢を追いかける決意をするきっかけをくれたのは亡くなった祖父だと明かしている[4]。
  - 18歳の若い自分と向き合い背中を押してくれた高校の担任を恩師と呼び、現在でも近況の報告に母校へ訪れている。
  - 猫を飼っており、たいへんな愛猫家である。長期の遠征等から帰阪した際、癒しと称してツイッターやブログにも登場させている。
  - 現在は一身上の都合で脱退している。

## エピソード
- KAZUMAの加入前、Yu-kiとKENTはそれぞれの音楽に対するこだわりから衝突する事も多かった。自身のユニットが解散し、メロフロートを見たKAZUMAが2人の音楽に惚れこんだ事とちょうどYu-ki・KENTもメロフロートに新しい風を求めていたため、双方の意見が一致し加入に至った。KAZUMAがDJを始めたのはメロフロートへ加入後の事である。
- ツアーチケット・インディーズ時代にリリースされたCDはメジャーデビューした現在も手売りのみで販売を行っている。（所属事務所サイトでのネット販売あり）2015年、全国6大都市ワンマンツアーのファイナルを9月25日大阪ZeepNamba迎えたが、このツアーチケットも全国を路上ライブで赴き、全て手売りで販売を行った。

## 来歴
- 2012年
  - 6月16日 - 1stインディーズシングル「ミチシルベ」リリース
  - 11月29日 - 現在の3人の形として始動。
- 2013年
  - 3月27日 - 1st minialbum「MELOFLOAD」リリース
  - 同事務所所属アーティストと2MANライブ、東京・大阪2大都市公演を開催。
  - 同事務所所属アーティストと2MANライブ、全国4大都市ツアーを開催。
  - 11月10日 - 2ndインディーズシングル「もしも」リリース
- 2014年
  - 3月22日 - 3rdインディーズシングル「好きだから大好きだから」リリース
  - 同事務所所属アーティストと2MANライブ、全国6大都市ツアーを開催。
同ツアー大阪finalにてメジャーデビューを発表。
  - 10月19日 - 4thインディーズシングル「ダイジョウブ」リリース
- 2015年
  - 47都道府県路上ライブツアーを敢行。CDを100枚完売させると次の県に進むことができ、CDの売り上げのみで生活を行う。
  - 1月31日 - 2nd minialbum「MELOFLOAD2」をリリース
  - メロフロート全国6大都市ワンマンツアー開催。
  - 7月1日 - 「夢のカケラ」でメジャーデビュー。テレビやラジオ16個のタイアップに抜擢。
  - 12月2日 - 2nd single「未来」リリース。
- 2016年
  - 3月9日 - 3rd single「ひとつだけ」リリース。2016年駿台予備学校CMソング。
  - 7月 - NUMBER SHOT 2016 SHOW CASE LIVE出演
  - 8月3日 - 4th single「LIFE GOES ON」リリース（カップリング「サマーデイ」仙台うみの杜水族館CMソング）。
- 2017年
  - 9月6日・8日・9日 - メロフロート「ON THE ROAD」リリースライブツアー開催。

## ディスコグラフィー

### シングル
| 枚  | 発売日         | タイトル               | 販売生産番号                              | 最高位 |
| --- | -------------- | ---------------------- | ----------------------------------------- | ------ |
| 1st | 2015年7月1日   | 夢のカケラ             | AICL-2897:初回限定盤 AICL-2899:通常盤     | 56位   |
| 2nd | 2015年12月2日  | 未来                   | AICL-2986:初回限定盤 AICL-2988:通常盤     | 141位  |
| 3rd | 2016年3月9日   | ひとつだけ             | AICL-3061:初回限定盤 AICL-3063:通常盤     | 70位   |
| 4th | 2016年8月3日   | LIFE GOES ON           | AICL-3136:初回限定盤 AICL-3138:通常盤     | 41位   |
| 5th | 2017年4月19日  | ミチシルベ             | AICL-3310                                 | 47位   |
| 6th | 2017年11月15日 | 僕は走り続ける         | AICL-3437:通常盤 AICL-3438:期間生産限定盤 | 41位   |
| 7th | 2018年7月25日  | 悲しみなんて笑い飛ばせ | AICL-3554                                 |        |
| 8th | 2020年4月15日  | 好きだから大好きだから | BAKKY-0154                                |        |
| 9th | 2020年4月15日  | M.E.L.O.F.L.O.A.T.     | BAKKY-0155                                |        |

### 配信限定シングル
| 発売日         | タイトル                                  | レーベル       |
| -------------- | ----------------------------------------- | -------------- |
| 2021年3月5日   | となり                                    | BAKKY RECORDS  |
| 2021年6月12日  | 片想いのまま                              | BAKKY RECORDS  |
| 2021年7月10日  | Husky                                     | BAKKY RECORDS  |
| 2021年8月14日  | カリアゲV (feat. Mokken Z a.k.a 木造建築) | BAKKY RECORDS  |
| 2021年9月11日  | 0～START                                  | BAKKY RECORDS  |
| 2021年10月9日  | もしも                                    | BAKKY RECORDS  |
| 2022年11月30日 | 何者じゃなくても                          | BAKKY RECORDS  |
| 2023年1月11日  | 始まりは遊びの恋だった                    | (自主レーベル) |
| 2023年2月14日  | アシンメトリー                            | (自主レーベル) |
| 2023年3月30日  | あほだち                                  | (自主レーベル) |
| 2023年4月29日  | テキトウ                                  | (自主レーベル) |
| 2023年5月31日  | スクロール                                | (自主レーベル) |
| 2023年6月30日  | 雨天決行                                  | (自主レーベル) |
| 2023年8月5日   | 友達以上恋人未満                          | (自主レーベル) |
| 2023年12月16日 | Silver Bell                               | (自主レーベル) |
| 2024年1月24日  | バースデーソング                          | (自主レーベル) |
| 2024年2月8日   | Cupid                                     | (自主レーベル) |

### アルバム
|          | 発売日        | タイトル      | 規格品番                                    | 収録曲 | 備考 |
| -------- | ------------- | ------------- | ------------------------------------------- | ------ | ---- |
| 1st mini | 2013年3月27日 | 『MELOFROAD』 | MNTMC-9                                     | 全8曲  |      |
| 1st      | 2017年9月6日  | ON THE ROAD   | AICL-3387/8:初回生産限定盤 AICL-3389:通常盤 | 全12曲 |      |
| 2nd      | 2018年9月26日 | ON THE ROAD 2 | AICL-3571/2:初回生産限定盤 AICL-3573:通常盤 | 全10曲 |      |
| 3rd      | 2022年8月9日  | MELOFROAD4    |                                             | 全21曲 |      |

### 参加作品
| 発売日        | タイトル                                                       |
| ------------- | -------------------------------------------------------------- |
| 2022年3月19日 | BOB『I BET MY LIFE (feat. メロフロート, 森本 爵 & 宮崎 修人)』 |
| 2022年4月23日 | BOB『ローズマリー (feat. メロフロート, 森本 爵 & 宮崎 修人)』  |
| 2022年7月2日  | BOB『7DAYS (feat. メロフロート, 森本 爵 & 宮崎 修人)』         |